# Амато (Италия)
Ама́то (итал. Amato) — коммуна и город в Италии, располагается в регионе Калабрия, в провинции Катандзаро.
Население составляет 827 человек (данные на 2017 г.), плотность населения составляет 39,51 чел./км². Занимает площадь 20,93 км². Почтовый индекс — 88040. Телефонный код — 0961.
Покровителем населённого пункта считается святой Сан-Франческо-да-Паола.

## Демография
| Динамика населения |
|                    |
| По данным ISTAT    |